# Pumped Up Kicks
"Pumped Up Kicks" là một bài hát của ban nhạc người Mỹ Foster the People nằm trong EP đầu tay mang chính tên họ (2010) cũng như album phòng thu đầu tay của nhóm, Torches (2011). Nó được phát hành vào ngày 14 tháng 9 năm 2010 như là đĩa đơn đầu tiên trích từ hai album bởi Startime International và Columbia Records, đồng thời là đĩa đơn đầu tay trong sự nghiệp của Foster the People. "Pumped Up Kicks" được viết lời và sản xuất bởi giọng ca chính của nhóm Mark Foster, và xuất phát từ ý tưởng khi anh đang lên kế hoạch sáng tác một bản nhạc quảng cáo thương mại. Bài hát đã nhận được sự chú ý đáng kể sau khi được đăng tải trực tuyến vào năm 2010 để tải xuống miễn phí, đồng thời giúp nhóm đạt được một hợp đồng thu âm với hãng đĩa Startime International thuộc Columbia Records. Đây là một bản indie pop kết hợp với những yếu tố từ psychedelic pop mang nội dung đề cập đến những suy nghĩ tiêu cực của một cậu bé trong khoảng thời gian cậu gặp nhiều khó khăn, tương phản với phần giai điệu mang hơi hướng lạc quan của bài hát.
Sau khi phát hành, "Pumped Up Kicks" nhận được những phản ứng tích cực từ các nhà phê bình âm nhạc, trong đó họ đánh giá cao giai điệu bắt tai, chất giọng hấp dẫn của Foster cũng như quá trình sản xuất nó. Ngoài ra, bài hát còn gặt hái nhiều giải thưởng và đề cử tại những lễ trao giải lớn, bao gồm chiến thắng tại giải thưởng âm nhạc Billboard cho Top Bài hát Rock và một đề cử giải Grammy cho Trình diễn song tấu hoặc nhóm nhạc pop xuất sắc nhất tại lễ trao giải thường niên lần thứ 54. Bắt đầu nhận được nhiều lượt yêu cầu phát sóng liên tục trên đài phát thanh vào năm 2011, "Pumped Up Kicks" đã trở thành một hit ngủ quên với việc đứng đầu các bảng xếp hạng ở Úc và Ba Lan, đồng thời lọt vào top 10 ở nhiều quốc gia khác, bao gồm những thị trường lớn như Áo, Canada, Pháp, Đức, Nhật Bản và New Zealand. Tại Hoa Kỳ, bài hát đạt vị trí thứ ba trên bảng xếp hạng Billboard Hot 100 trong tám tuần liên liếp, trở thành đĩa đơn đầu tiên của nhóm vươn đến top 5 và đạt thứ hạng cao nhất của họ tại đây. Tính đến nay, nó đã bán được hơn 7 triệu bản trên toàn cầu, trở thành một trong những đĩa đơn bán chạy nhất mọi thời đại.
Video ca nhạc cho "Pumped Up Kicks" được đạo diễn bởi Josef Geiger, trong đó bao gồm những cảnh Foster the People hát trên một sân khấu, xen kẽ với những hình ảnh nhóm thực hiện những hoạt động vui chơi khác, như ném đĩa và lướt sóng. Nó đã nhận được một đề cử tại giải Video âm nhạc của MTV năm 2011 ở hạng mục Video Rock xuất sắc nhất. Để quảng bá bài hát, nhóm đã trình diễn nó trên nhiều chương trình truyền hình và lễ trao giải lớn, bao gồm The Ellen DeGeneres Show, Saturday Night Live, The Late Late Show with Craig Ferguson và The Tonight Show with Jay Leno, cũng như trong nhiều chuyến lưu diễn của họ. Được ghi nhận là bài hát trứ danh trong sự nghiệp của Foster the People, "Pumped Up Kicks" đã khởi đầu cho chuỗi thành công của nhạc indie về mặt thương mại. Ngoài ra, nó đã được hát lại và sử dụng làm nhạc mẫu bởi nhiều nghệ sĩ, như "Weird Al" Yankovic, Usher, Taylor Swift, Zac Efron, Kendrick Lamar, Troye Sivan và Karmin, cũng như xuất hiện trong nhiều tác phẩm điện ảnh và truyền hình, bao gồm CSI: NY, Friends with Benefits, Gossip Girl, Homeland, Pretty Little Liars, Suits và The Vampire Diaries.

## Danh sách bài hát
Tải kĩ thuật số
1. "Pumped Up Kicks" (bản album) – 3:59

Đĩa CD tại Đức
1. "Pumped Up Kicks" (bản album) – 3:59
2. "Pumped Up Kicks" (radio chỉnh sửa) - 3:40

Đĩa 12" tại Hoa Kỳ
1. "Pumped Up Kicks" – 4:13
2. "Chin Music For The Unsuspecting Hero" – 3:26
3. "Pumped Up Kicks" (A Cappella) – 4:13
4. "Pumped Up Kicks" (không lời) – 4:13

## Xếp hạng
| Bảng xếp hạng (2011-18)                                | Vị trí cao nhất |
| ------------------------------------------------------ | --------------- |
| Úc (ARIA)                                              | 1               |
| Áo (Ö3 Austria Top 40)                                 | 3               |
| Bỉ (Ultratop 50 Flanders)                              | 30              |
| Bỉ (Ultratop 50 Wallonia)                              | 40              |
| Brazil (Billboard Hot 100)                             | 31              |
| Canada (Canadian Hot 100)                              | 3               |
| LỖI: PHẢI CUNG CẤP year CHO BẢNG XẾP HẠNG Cộng hòa Séc | 7               |
| Cộng hòa Séc (Singles Digitál Top 100)                 | 87              |
| Pháp (SNEP)                                            | 10              |
| Đức (Official German Charts)                           | 9               |
| Hy Lạp Nhạc số (Billboard)                             | 6               |
| Ireland (IRMA)                                         | 11              |
| Nhật Bản (Japan Hot 100)                               | 9               |
| Mexico Phát thanh (Billboard)                          | 1               |
| Hà Lan (Dutch Top 40)                                  | 34              |
| Hà Lan (Single Top 100)                                | 37              |
| New Zealand (Recorded Music NZ)                        | 6               |
| Ba Lan (Polish Airplay Top 100)                        | 1               |
| Scotland (OCC)                                         | 18              |
| LỖI: PHẢI CUNG CẤP year CHO BẢNG XẾP HẠNG Slovakia     | 1               |
| Slovenia (SloTop50)                                    | 1               |
| Thụy Điển Heatseeker (Sverigetopplistan)               | 18              |
| Thụy Sĩ (Schweizer Hitparade)                          | 17              |
| Anh Quốc (OCC)                                         | 18              |
| Hoa Kỳ Billboard Hot 100                               | 3               |
| Hoa Kỳ Adult Alternative Songs (Billboard)             | 2               |
| Hoa Kỳ Adult Contemporary (Billboard)                  | 28              |
| Hoa Kỳ Adult Pop Airplay (Billboard)                   | 3               |
| Hoa Kỳ Alternative Songs (Billboard)                   | 1               |
| Hoa Kỳ Dance Club Songs (Billboard)                    | 39              |
| Hoa Kỳ Dance/Mix Show Airplay (Billboard)              | 1               |
| Hoa Kỳ Hot Rock Songs (Billboard)                      | 3               |
| Hoa Kỳ Latin Pop Songs (Billboard)                     | 38              |
| Hoa Kỳ Pop Airplay (Billboard)                         | 3               |
| Hoa Kỳ Rhythmic (Billboard)                            | 24              |

| Bảng xếp hạng (2011)                   | Vị trí |
| -------------------------------------- | ------ |
| Australia (ARIA)                       | 23     |
| Austria (Ö3 Austria Top 75)            | 59     |
| Canada (Canadian Hot 100)              | 21     |
| Germany (Official German Charts)       | 90     |
| Netherlands (Dutch Top 40)             | 203    |
| New Zealand (Recorded Music NZ)        | 33     |
| Poland (ZPAV)                          | 11     |
| Switzerland (Schweizer Hitparade)      | 62     |
| UK Singles (Official Charts Company)   | 105    |
| US Billboard Hot 100                   | 13     |
| US Adult Alternative Songs (Billboard) | 8      |
| US Alternative Songs (Billboard)       | 1      |
| US Adult Top 40 (Billboard)            | 23     |
| US Dance/Mix Show Airplay (Billboard)  | 50     |
| US Pop Songs (Billboard)               | 24     |
| US Hot Rock Songs (Billboard)          | 4      |
| Bảng xếp hạng (2012)                   | Vị trí |
| Australia (ARIA)                       | 54     |
| Canada (Canadian Hot 100)              | 50     |
| France (SNEP)                          | 53     |
| Germany (Official German Charts)       | 74     |
| US Hot Rock Songs (Billboard)          | 76     |
| Bảng xếp hạng (2013)                   | Vị trí |
| Slovenia (SloTop50)                    | 8      |

| Bảng xếp hạng                    | Vị trí |
| -------------------------------- | ------ |
| US Alternative Songs (Billboard) | 30     |

## Chứng nhận
| Quốc gia | Chứng nhận  | Số đơn vị/doanh số chứng nhận |
| --- | ----------- | ----------------------------- |
| Úc (ARIA) | 6× Bạch kim | 420.000^                      |
| Áo (IFPI Áo) | Bạch kim    | 30.000*                       |
| Canada (Music Canada) | 5× Bạch kim | 0*                            |
| Pháp (SNEP) | Vàng        | 65,000                        |
| Đức (BVMI) | Bạch kim    | 500.000^                      |
| Ý (FIMI) | Bạch kim    | 50.000‡                       |
| México (AMPROFON) | 2× Bạch kim | 120.000*                      |
| New Zealand (RMNZ) | Bạch kim    | 15.000*                       |
| Anh Quốc (BPI) | Bạch kim    | 600.000‡                      |
| Hoa Kỳ (RIAA) | 6× Bạch kim | 5,328,000                     |
| Streaming |             |                               |
| Đan Mạch (IFPI Đan Mạch) | Vàng        | 900.000^                      |
| * Chứng nhận dựa theo doanh số tiêu thụ. ^ Chứng nhận dựa theo doanh số nhập hàng. ‡ Chứng nhận dựa theo doanh số tiêu thụ và phát trực tuyến. |             |                               |